# Chiesa di San Giovanni Nepomuceno (Ala)
La chiesa di San Giovanni Nepomuceno si trova ad Ala. Risale al 1749 e, attualmente sconsacrata, viene utilizzata come sede della banda musicale cittadina.

## Storia

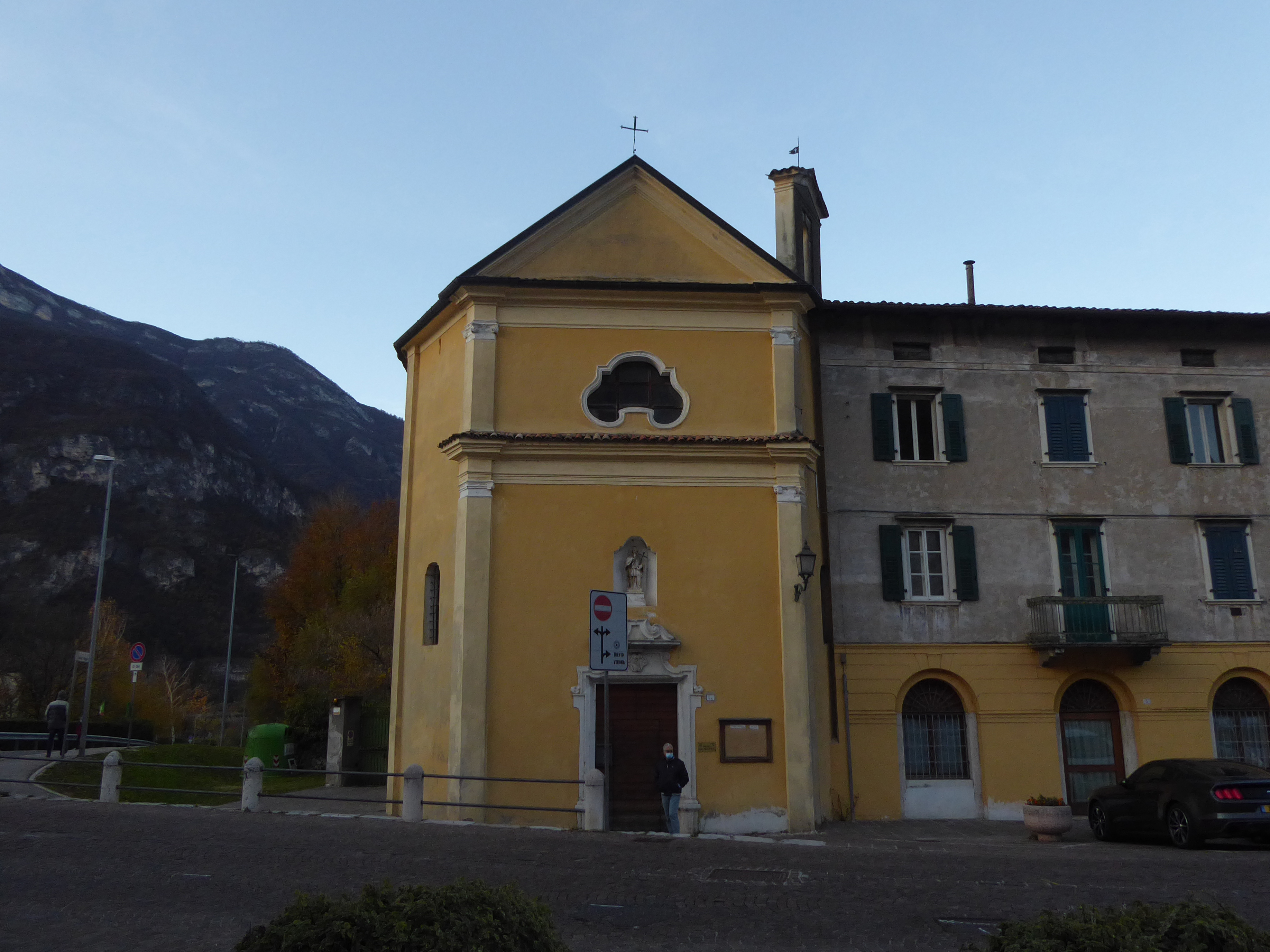
Chiesa di San Giovanni Nepomuceno con edifici civili alla sua sinistra

L'edificio risale al 1749, ed è stato donato agli alensi da Domenico dal Maso. Accanto alla chiesa sorge l'ex-filatoio Gresti, e vicino si apriva una delle porte della città.
L'edificio viene usato dalla banda musicale di Ala, una delle più antiche del Trentino, fondata nel 1882.

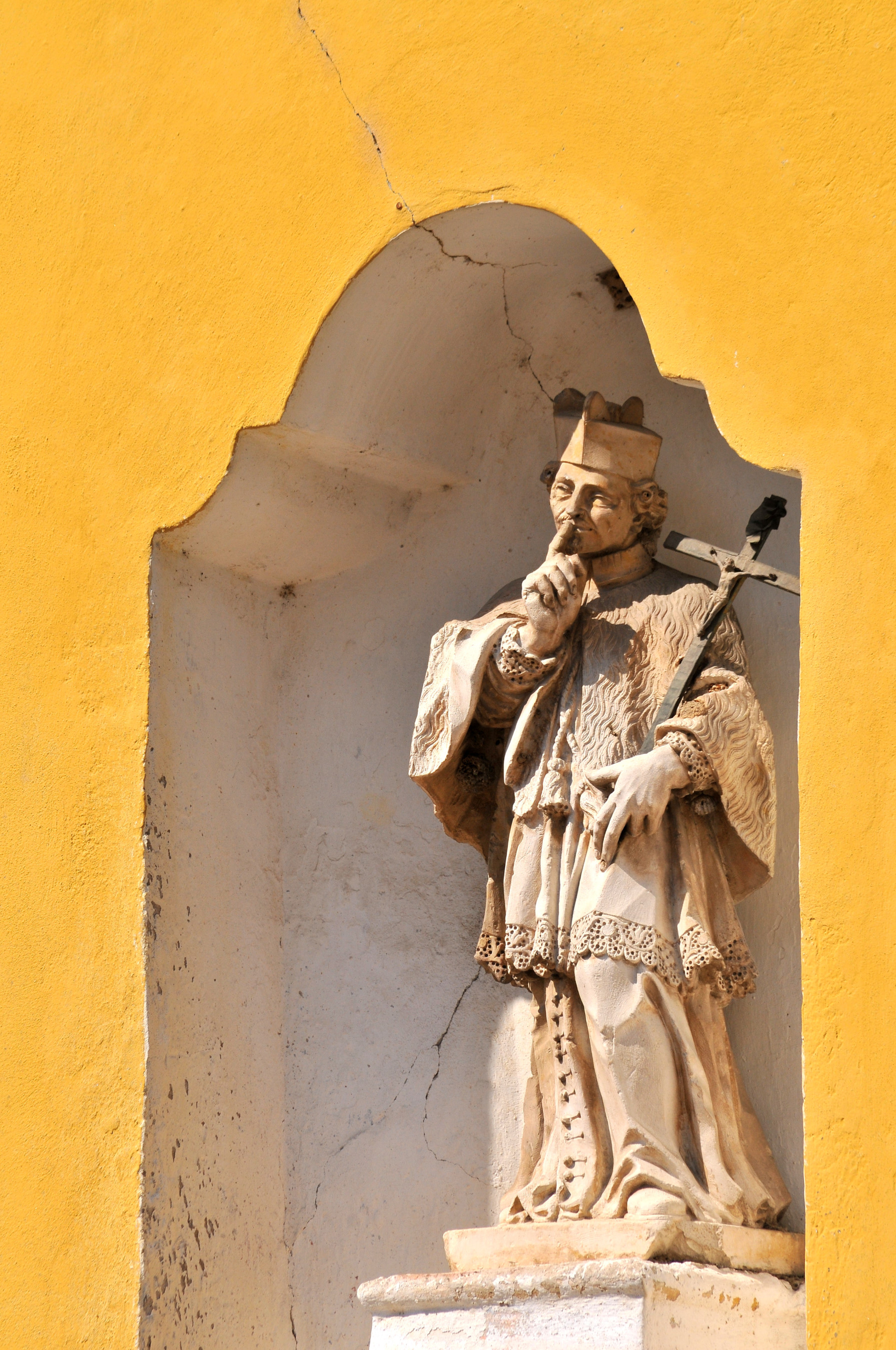
Statua raffigurante San Giovanni Nepomuceno posta sul portale della chiesa.

## Descrizione
L'edificio si trova nella parte centro settentrionale di Ala, vicino ed alla sinistra orografica del torrente Ala in uno slargo. La struttura è particolare, a base ottagonale, e la facciata principale ha un aspetto a capanna neoclassica suddivisa in due ordini. Quello inferiore ospita al centro il portale in stile barocco con al centro dell'architrave lo stemma del comune che raffigura un'ala. Sopra di questo, in una nicchia, è posta la statua di san Giovanni Nepomuceno. Nella parte superiore si trova una finestra dai contorni curvilinei che porta luce alla sala e il prospetto si conclude con il grande frontone triangolare.